# Antonio Gibson
Pour les articles homonymes, voir Gibson.
(en) Statistiques sur pro-football-reference
Antonio Gibson, né le 23 juin 1998 à Stockbridge dans l'État de Géorgie aux États-Unis, est un sportif professionnel américain de football américain jouant au poste de running back dans la National Football League (NFL) depuis la saison 2020.
Au niveau universitaire, il joue pour les Tigers de l'université de Memphis pendant deux saisons dans la NCAA Division I FBS avant d'être sélectionné lors du troisième tour de la draft 2020 de la NFL par la franchise des Redskins de Washington.
Il reste à Washington pendant quatre saisons avant de s'engager avec les Patriots de la Nouvelle-Angleterre dès la saison 2024.

## Biographie

### Carrière universitaire
Il rejoint en 2016 la East Central Community College, un collège communautaire situé à Decatur au Mississippi, avant d'aller étudier à l'université de Memphis deux ans plus tard. Il joue alors pour l'équipe des Tigers et peut aussi bien jouer comme wide receiver que comme running back. Durant la saison 2019, il est également utilisé en tant que spécialiste des retours de kickoffs.
Au terme de la saison 2019, il est désigné, à égalité, meilleur joueur des équipes spéciales de l'American Athletic Conference (AAC). Il est sélectionné en tant que spécialiste des retours dans la première équipe de l'AAC et en tant que wide receiver dans la deuxième équipe de l'ACC.

### Carrière professionnelle

#### Draft
Il est sélectionné en 66e choix global lors du troisième tour de la draft 2020 de la NFL par la franchise des Redskins de Washington (équipe renommée Washington Football Team durant l'intersaison 2021 et Commanders de Washington en 2022). Il impressionne les dirigeants de l'équipe par sa polyvalence et sa rapidité, éléments ayant justifié sa sélection par Washington.

#### Patriots de la Nouvelle-Angleterre
Le 14 mars 2024, Gibson signe un contrat de trois ans avec les Patriots de la Nouvelle-Angleterre.

## Statistiques

### Universitaires
| Année       | Équipe            | Statut      | MJ |     | Courses | Courses | Courses | Courses |       | Passes réceptionnées | Passes réceptionnées | Passes réceptionnées | Passes réceptionnées |  | Fumbles | Fumbles |
| Année       | Équipe            | Statut      | MJ | Nb. | Yards   | Moy.    | TD      | Nb.     | Yards | Moy.                 | TD                   | Nb.                  | Perdus               |  |         |         |
| 2018        | Tigers de Memphis | Jr.         | 5  | 0   | 0       | 00,0    | 0       | 06      | 099   | 16,5                 | 02                   | 0                    | 1                    |  |         |         |
| 2019        | Tigers de Memphis | Sr.         | 4  | 33  | 369     | 11,2    | 4       | 38      | 735   | 19,3                 | 08                   | 0                    | 0                    |  |         |         |
| Totaux NCAA | Totaux NCAA       | Totaux NCAA | 9  | 33  | 369     | 11,2    | 4       | 44      | 834   | 19,0                 | 10                   | 0                    | 1                    |  |         |         |

### Professionnelles
| Année                   | Équipe                             | MJ |                 | Courses         | Courses         | Courses         | Courses        |                | Passes réceptionnées | Passes réceptionnées | Passes réceptionnées | Passes réceptionnées |  | Fumbles | Fumbles |
| Année                   | Équipe                             | MJ | Nb.             | Yards           | Moy.            | TD              | Nb.            | Yards          | Moy.                 | TD                   | Nb.                  | Perdus               |  |         |         |
| 2020                    | Redskins de Washington             | 14 | 170             | 0795            | 4,7             | 11              | 36             | 247            | 6,9                  | 0                    | 2                    | 2                    |  |         |         |
| 2021                    | Washington Football Team           | 16 | 258             | 1 037           | 4,0             | 07              | 42             | 294            | 7,0                  | 3                    | 6                    | 4                    |  |         |         |
| 2022                    | Commanders de Washington           | 15 | 149             | 0 546           | 3,7             | 03              | 46             | 353            | 7,7                  | 2                    | 1                    | 0                    |  |         |         |
| 2023                    | Commanders de Washington           | 16 | 065             | 0 265           | 4,1             | 01              | 48             | 389            | 8,1                  | 2                    | 3                    | 2                    |  |         |         |
| 2024                    | Patriots de la Nouvelle-Angleterre | ?  | Saison en cours | Saison en cours | Saison en cours | Saison en cours | Saison à venir | Saison à venir | Saison à venir       | Saison à venir       | ?                    | ?                    |  |         |         |
| Totaux NFL / Washington | Totaux NFL / Washington            | 61 | 642             | 2 643           | 4,1             | 22              | 172            | 1 283          | 7,5                  | 7                    | 12                   | 8                    |  |         |         |

| Année | Équipe                 | MJ |     | Courses | Courses | Courses | Courses |       | Passes réceptionnées | Passes réceptionnées | Passes réceptionnées | Passes réceptionnées |  | Fumbles | Fumbles |
| Année | Équipe                 | MJ | Nb. | Yards   | Moy.    | TD      | Nb.     | Yards | Moy.                 | TD                   | Nb.                  | Perdus               |  |         |         |
| 2020  | Redskins de Washington | 1  | 14  | 31      | 2,2     | 0       | 2       | 4     | 2,0                  | 0                    | 0                    | 0                    |  |         |         |